# Gävle
Gävle város Svédországban, Gävleborg megye és Gävle község székhelye. A történelmi Norrland országrész legrégebbi városa: 1446-ban kapott városi jogokat Kristóf svéd királytól.

## Földrajz
Gävle a Balti-tenger, azon belül a Botteni-öböl partján fekszik.

## Infrastruktúra

### Közlekedés
A várost érinti az észak-déli irányú E4 európai út. Norvégia és Svédország kezdeményezésére döntés született az E16 meghosszabbításáról: az út a jelenlegi, Oslónál végződő útvonalból Hønefossnál kiágazva Gävléig tart majd. A táblázásra várhatóan 2012 tavaszán kerül sor.

## Sport
Labdarúgócsapata a Gefle IF, melynek hazai pályája a Strömvallen.
A városban 2004-ben curling-világbajnokságot szerveztek.

## Testvérvárosok
- Jūrmala, Lettország
- Most, Csehország

## Személyek
- Itt született Johan Einar Boström, labdarúgó-játékvezető
- Itt született Martin Olsson (1988), labdarúgó
- Itt született Clara Hagman énekesnő (1991)

## Fordítás
- Ez a szócikk részben vagy egészben a Gävle című angol Wikipédia-szócikk ezen változatának fordításán alapul.  Az eredeti cikk szerkesztőit annak laptörténete sorolja fel. Ez a jelzés csupán a megfogalmazás eredetét és a szerzői jogokat jelzi, nem szolgál a cikkben szereplő információk forrásmegjelöléseként.